# LTI TXII
LTI TXII är en taxibil tillverkad av London Taxis International (LTI) mellan 2002 och 2006. Modellen lanserades 2002 och var en ersättare till LTI TX1 och var egentligen en teknisk och mindre kosmetisk uppgradering. Modellen använder en rak, 4-cylindrig turbodieselmotor från amerikanska Ford och fanns antingen med en 5-växlad manuell växellåda från Ford eller en 4-stegad automatväxellåda från japanska Jatco. Bilen efterträddes av LTI TX4.

## Galleri

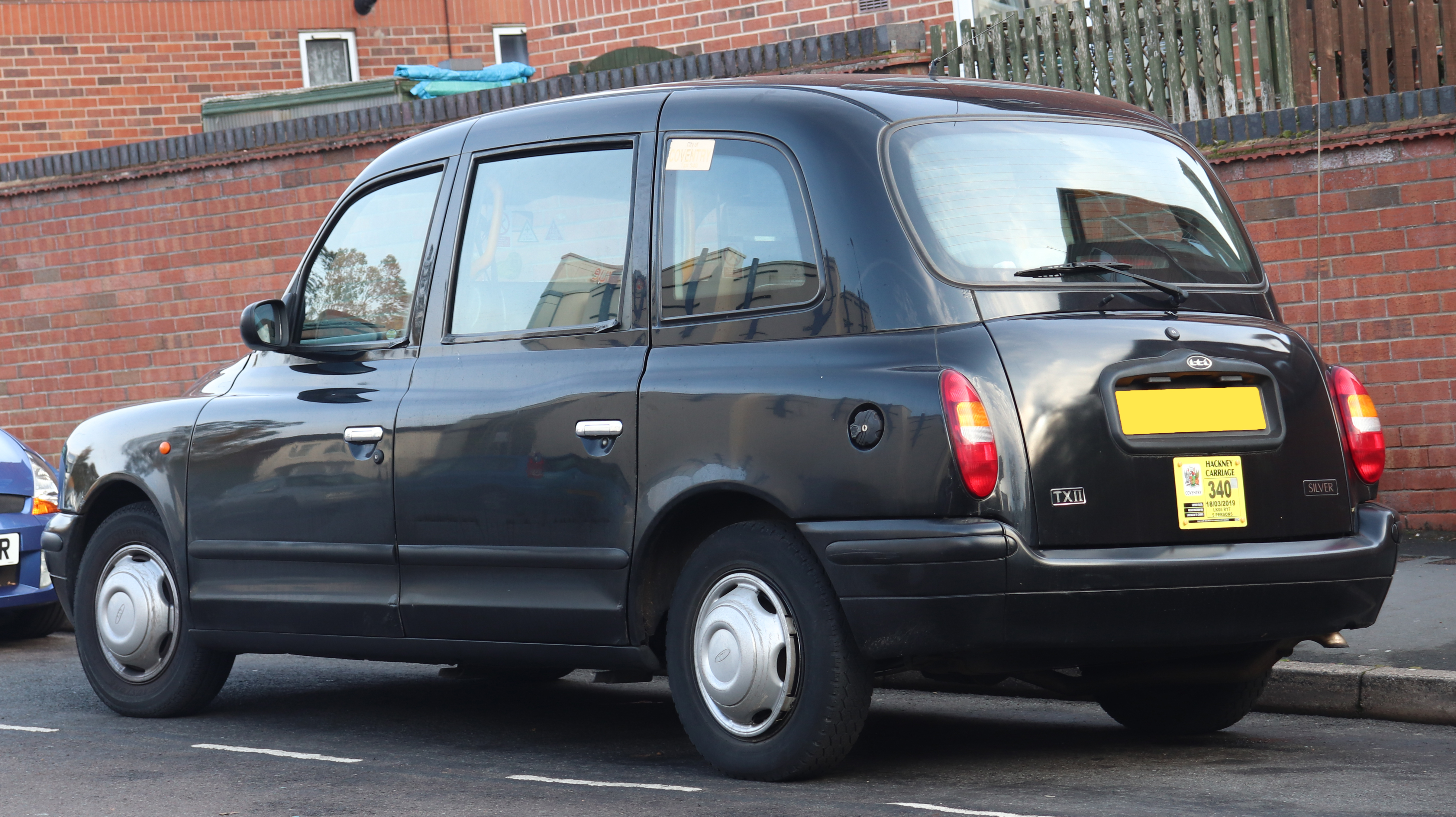
Bilens bakparti.